# Khoảng trống vũ trụ

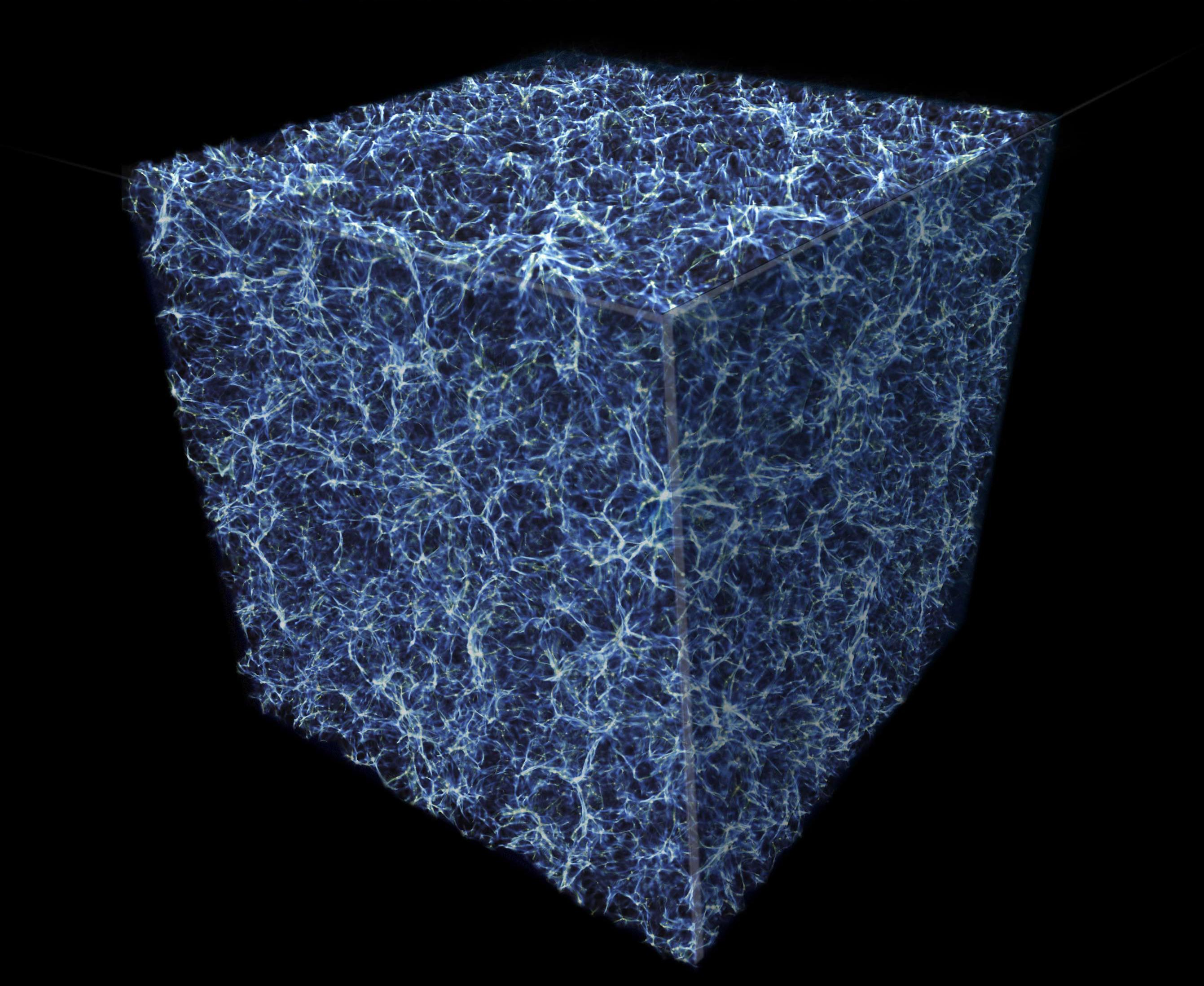
Phân phối vật chất trong một không gian hình khối của vũ trụ. Các cấu trúc sợi màu xanh đại diện cho vật chất (chủ yếu là vật chất tối) và các vùng trống ở giữa đại diện cho các khoảng trống vũ trụ.

Khoảng trống vũ trụ (tiếng Anh: void) là khoảng không gian rộng lớn giữa các sợi thiên hà (cấu trúc có quy mô lớn nhất trong vũ trụ), chứa rất ít hoặc không có thiên hà. Khoảng trống vũ trụ thường có đường kính từ 10 đến 100 megaparsec; các khoảng trống đặc biệt lớn, được xác định bởi sự vắng mặt của các Siêu đám thiên hà, được gọi là supervoid. Chúng có ít hơn một phần mười mật độ vật chất trung bình so với sự phong phú vật chất được coi là điển hình của vũ trụ quan sát được. Chúng được phát hiện lần đầu tiên vào năm 1978 trong một nghiên cứu tiên phong của Stephen Gregory và Laird A. Thompson tại Đài thiên văn quốc gia Kitt Peak.
Các khoảng trống vũ trụ được cho là được hình thành bởi các dao động âm thanh baryon trong Vụ Nổ Lớn, sự sụp đổ của khối lượng theo sau bởi các tác động của vật chất baryonic bị nén. Bắt đầu từ những bất đẳng hướng nhỏ ban đầu xuất phát từ những dao động lượng tử trong vũ trụ sơ khai, những dị hướng đã phát triển quy mô lớn hơn theo thời gian. Các khu vực có mật độ cao hơn sụp đổ nhanh hơn dưới lực hấp dẫn, cuối cùng dẫn đến cấu trúc giống như bọt, quy mô lớn hoặc "mạng lưới vũ trụ" của các khoảng trống vũ trụ và các sợi thiên hà được nhìn thấy ngày nay. Các khoảng trống nằm trong môi trường mật độ cao nhỏ hơn các khoảng trống nằm trong không gian mật độ thấp của vũ trụ.
Các khoảng trống dường như tương quan với nhiệt độ quan sát được của nền vi sóng vũ trụ (CMB) do Hiệu ứng Sachs Wolfe. Các vùng lạnh hơn tương quan với các khoảng trống và các vùng nóng hơn tương quan với các sợi vì sự dịch chuyển đỏ hấp dẫn. Vì Hiệu ứng Sachs Wolfe chỉ có ý nghĩa nếu vũ trụ bị chi phối bởi bức xạ hoặc năng lượng tối, sự tồn tại của các khoảng trống vũ trụ có ý nghĩa trong việc cung cấp bằng chứng vật lý cho năng lượng tối.

## Cấu trúc quy mô lớn

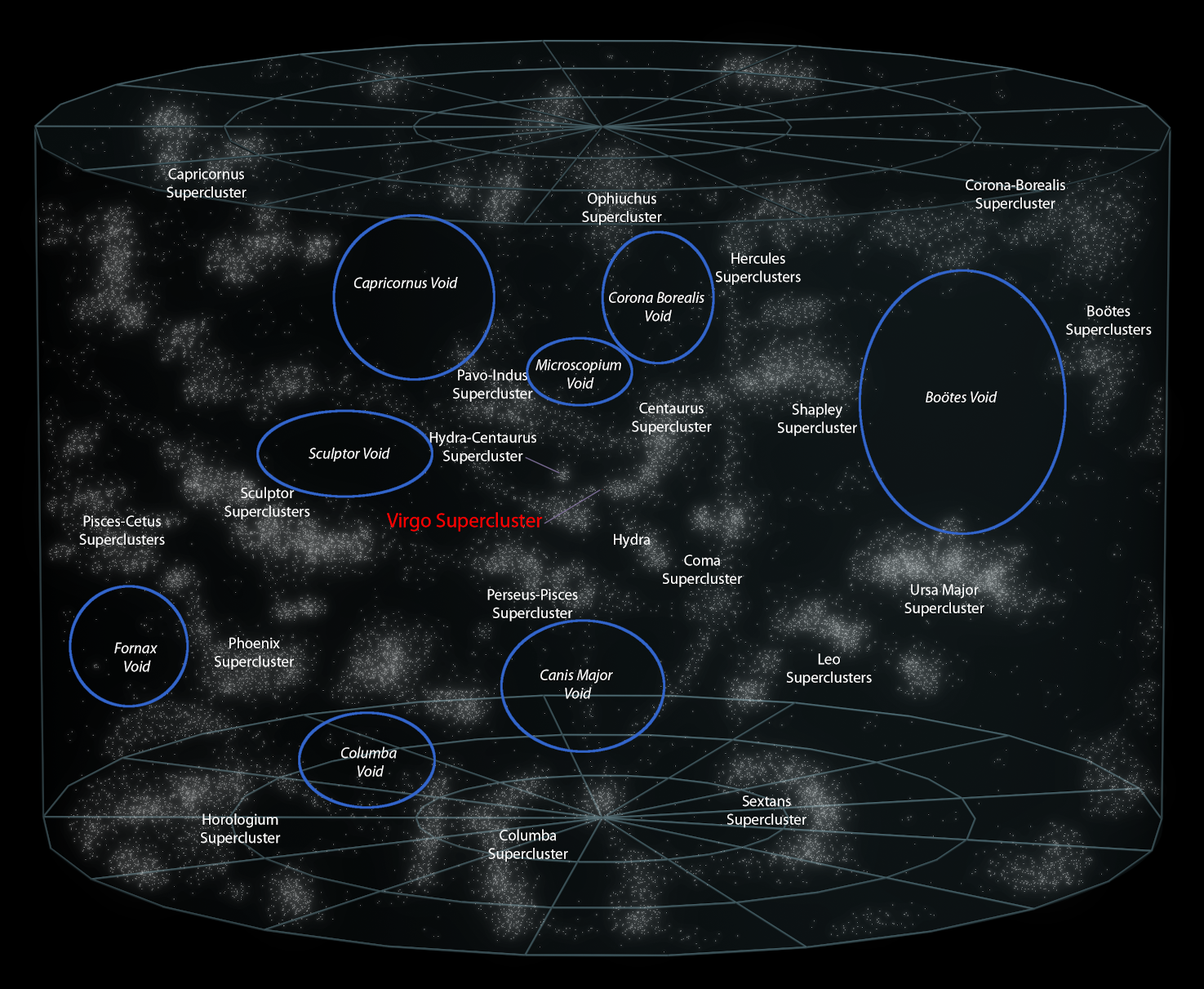
Bản đồ các khoảng trống thiên hà

Cấu trúc Vũ trụ của chúng ta có thể được chia thành các thành phần có thể giúp mô tả các đặc điểm của từng khu vực trong vũ trụ. Đây là các thành phần cấu trúc chính của mọi địa điểm vũ trụ:
- Voids (Khoảng trống) - vùng rộng lớn, phần lớn hình cầu[5] với mật độ trung bình vũ trụ rất thấp, đường kính lên tới 100 megapixel (Mpc).[6]
- "Tường" - khu vực chứa mật độ trung bình trong vũ trụ điển hình về độ phong phú vật chất. "Tường" có thể được chia nhỏ thành hai cấu trúc nhỏ hơn:
  - Các cụm - khu vực tập trung cao, nơi các bức tường gặp nhau và giao nhau, thêm vào kích thước tác động của bức tường địa phương.
  - Các sợi nhỏ - nhánh phân nhánh của các bức tường có thể kéo dài hàng chục megapixel.[7]

Voids có mật độ trung bình nhỏ hơn một phần mười mật độ trung bình của vũ trụ. Điều này được xem là một định nghĩa mặc dù không có định nghĩa duy nhất nào về những gì cấu thành một void (khoảng trống). Giá trị mật độ vật chất được sử dụng để mô tả mật độ trung bình vũ trụ thường dựa trên tỷ lệ số lượng thiên hà trên một đơn vị thể tích thay vì tổng khối lượng của vật chất chứa trong một đơn vị thể tích.

## Lịch sử và khám phá
Các khoảng trống vũ trụ là một chủ đề nghiên cứu của vật lý thiên văn bắt đầu vào giữa những năm 1970 khi các cuộc nghiên cứu về dịch chuyển đỏ trở nên phổ biến hơn và khiến hai nhóm các nhà vật lý thiên văn khác nhau vào năm 1978 xác định các siêu sao và các khoảng trống trong sự phân bố các thiên hà và cụm Abell trong một khu vực rộng lớn. Các khảo sát dịch chuyển đỏ mới đã cách mạng hóa lĩnh vực thiên văn học bằng cách thêm chiều sâu vào các bản đồ hai chiều của cấu trúc vũ trụ, vốn tập trung dày đặc và chồng chéo, cho phép lập bản đồ ba chiều đầu tiên của vũ trụ. Trong các khảo sát dịch chuyển đỏ, độ sâu được tính từ các dịch chuyển đỏ riêng lẻ của các thiên hà do vũ trụ giãn nở theo định luật Hubble.

### Dòng thời gian
Một "dòng thời gian" tóm tắt về các sự kiện quan trọng trong phạm vi các khoảng trống vũ trụ từ thuở ban đầu đến thời gian gần đây được liệt kê dưới đây:
- 1961 - Cấu trúc quy mô lớn nhất vũ trụ như "cụm sao thứ hai", một loại Siêu đám thiên hà, đã gây chú ý tới cộng đồng thiên văn.[13]
- 1978 - Hai bài báo đầu tiên về chủ đề của các khoảng trống trong Vũ trụ quan sát được đã được xuất bản trích dẫn các khoảng trống được tìm thấy ở tiền cảnh của cụm Coma/A1367.[10][14]
- 1981 - Phát hiện một khoảng trống lớn ở vùng Mục Phu trên bầu trời có đường kính gần h−1 Mpc (sau này được tính toán lại là khoảng 34 h−1 Mpc).[15][16]
- 1983 - Mô phỏng máy tính đủ phức tạp để cung cấp kết quả tương đối đáng tin cậy về sự tăng trưởng và tiến hóa của Vũ trụ quan sát được mang lại cái nhìn sâu sắc về các đặc điểm chính của phân bố thiên hà.[17][18]
- 1985 - Chi tiết về cấu trúc siêu lớp và khoảng trống của vùng Perseus-Song Ngư đã được khảo sát.[19]
- 1989 - Trung tâm Khảo sát Vật lý thiên văn cho thấy các khoảng trống lớn, các sợi sắc nhọn và các bức tường bao quanh chúng thống trị cấu trúc quy mô lớn của vũ trụ.[20]
- 1991 - Khảo sát dịch chuyển đỏ Las Campanas đã xác nhận sự phong phú của các khoảng trống trong cấu trúc quy mô lớn của vũ trụ (Kirshner và cộng sự. 1991).[21]
- 1995 - So sánh các khảo sát thiên hà được lựa chọn tối ưu đã cho thấy các khoảng trống giống nhau được tìm thấy bất kể lựa chọn mẫu nào.[22]
- 2001 - Khảo sát dịch chuyển đỏ hai độ đã hoàn thành bổ sung một lượng lớn các khoảng trống đáng kể vào cơ sở dữ liệu của tất cả các khoảng trống vũ trụ đã biết.[23]
- 2009 - Dữ liệu Khảo sát bầu trời kỹ thuật số Sloan (SDSS) kết hợp với các khảo sát quy mô lớn trước đây hiện cung cấp cái nhìn đầy đủ nhất về cấu trúc chi tiết của các khoảng trống vũ trụ.[24][25][26]

## Phương pháp xác định
Khi quan sát vũ trụ, có một số cách thức để tìm ra các khoảng trống vũ trụ. Trong nhiều thuật toán khác nhau, hầu như tất cả đều thuộc một trong ba loại cơ bản. Lớp đầu tiên bao gồm các công cụ tìm khoảng trống vũ trụ bằng việc cố gắng tìm các vùng không gian trống dựa trên mật độ thiên hà địa phương. Lớp thuật toán thứ hai là những lớp cố gắng tìm các khoảng trống thông qua các cấu trúc hình học theo phân bố vật chất tối của các thiên hà được đề xuất. Lớp thứ ba là xác định cấu trúc một cách linh hoạt bằng cách sử dụng các điểm không ổn định về trọng lực trong phân phối vật chất tối. Ba phương pháp phổ biến nhất thông qua nghiên cứu các khoảng trống vũ trụ được liệt kê dưới đây:

### Thuật toán Void Downloader
Phương pháp đầu tiên sử dụng mỗi thiên hà trong danh mục làm mục tiêu và sau đó sử dụng Phương pháp xấp xỉ lân cận gần nhất để tính mật độ vũ trụ trong vùng chứa nằm bên trong bán kính hình cầu được xác định bởi khoảng cách đến thiên hà gần nhất thứ ba. El Ad & Piran đã giới thiệu phương pháp này vào năm 1997 để sử dụng như một phương pháp nhanh chóng và hiệu quả trong chuẩn hóa việc lập danh mục các khoảng trống vũ trụ. Khi các ô hình cầu được khai thác từ tất cả các dữ liệu cấu trúc, mỗi ô được mở rộng cho đến khi mật độ trở về giá trị mật độ tường chắn dự kiến trung bình. Một trong những đặc điểm nổi nhất của các vùng trống là ranh giới của chúng rất khác biệt và được xác định, với mật độ trung bình vũ trụ bắt đầu ở mức 10% bên trong chúng và nhanh chóng tăng lên 20% ở rìa và sau đó đến 100% ở các bức tường ngay bên ngoài các cạnh. Các bức tường còn lại và các vùng trống chồng lấp sau đó được đưa vào tương ứng, các vùng riêng biệt và đan xen của các sợi thiên hà, cụm thiên hà và các khoảng trống gần như trống rỗng. Bất kỳ sự chồng chéo nào của hơn 10% với các khoảng trống đã biết đều được coi là các tiểu vùng trong các khoảng trống đã biết. Tất cả các khoảng trống được đưa vào danh mục có bán kính tối thiểu 10 Mpc để đảm bảo tất cả các khoảng trống được xác định không bị vô tình phân loại do lỗi lấy mẫu.

### Vùng giáp ranh với thuật toán voidness (ZOBOV)
Thuật toán lớp thứ hai đặc biệt này sử dụng kỹ thuật hình học đa dạng Voronoi và các hạt biên giới giả để phân loại các vùng dựa trên đường viền tương phản mật độ cao với độ lệch cực thấp. Neyrinck đã giới thiệu thuật toán này vào năm 2008 với mục đích giới thiệu một phương pháp không chứa các tham số tự do hoặc các hình thức giả định hình dạng. Do đó, kỹ thuật này có thể tạo ra các vùng trống có hình dạng và kích thước chính xác hơn. Mặc dù thuật toán này có một số lợi thế về hình dạng và kích thước, nó thường bị chỉ trích vì đôi khi cung cấp kết quả được xác định rời rạc. Vì nó không có tham số tự do, nên nó chủ yếu tìm thấy các khoảng trống nhỏ và tầm thường, mặc dù thuật toán có ý nghĩa thống kê trên mỗi khoảng trống mà nó tìm thấy. Một tham số có ý nghĩa vật lý có thể được áp dụng để giảm số lượng khoảng trống tầm thường bằng cách nhận ra mật độ tối thiểu đến tỷ lệ mật độ trung bình ít nhất là 1:5. Khoảng trống phụ cũng được xác định bằng cách sử dụng quá trình này, điều này đặt ra nhiều câu hỏi triết học hơn về những gì đủ điều kiện là một khoảng trống. Các công cụ tìm kiếm trống như VIDE dựa trên ZOBOV.

### Thuật toán phân tích khoảng trống động (DIVA)
Phương pháp lớp thứ ba này khác biệt lớn so với hai thuật toán trước được liệt kê. Khía cạnh nổi bật nhất là nó đòi hỏi một định nghĩa khác về ý nghĩa của những gì là một khoảng trống. Thay vì quan niệm chung rằng một khoảng trống là một vùng không gian có mật độ trung bình vũ trụ thấp; một lỗ hổng trong sự phân bố các thiên hà, nó xác định các khoảng trống là các khu vực mà vật chất đang thoát ra; tương ứng với phương trình trạng thái năng lượng tối, Trung tâm khoảng trống w. được coi là nguồn ban đầu của phạm vi dịch chuyển ký hiệu là Sψ. Mục đích cho sự thay đổi định nghĩa này đã được Lavaux và Wandelt trình bày vào năm 2009 như là một cách để xác định các khoảng trống vũ trụ sao cho các tính toán phân tích chính xác có thể được thực hiện trên các tính chất động học và hình học của chúng. Điều này cho phép DIVA khám phá rất nhiều tính chất elip của các khoảng trống và cách chúng phát triển trong vũ trụ quan sát được, về sau dẫn đến việc phân loại ba loại khoảng trống khác nhau. Ba lớp hình thái này là các khoảng trống thực, các khoảng trống mỏng và các khoảng trống phân mảnh. Một chất lượng đáng chú ý khác là mặc dù DIVA cũng có sai lệch chức năng lựa chọn giống như các phương pháp lớp đầu tiên thực hiện, DIVA đã sáng tạo sao cho độ lệch này có thể được hiệu chỉnh chính xác, dẫn đến kết quả đáng tin cậy hơn nhiều. Nhiều thiếu sót của phương pháp hỗn hợp Lagrangy-Eulery tồn tại. Một ví dụ là kết quả tính các khoảng trống từ phương pháp này thực chất khác với các khoảng trống được tìm thấy bởi các phương pháp khác, điều này khiến cho việc so sánh tất cả các điểm dữ liệu giữa các kết quả của các thuật toán khác nhau trở nên rất khó khăn.

### Kiểm tra độ bền
Khi một thuật toán được trình bày để tìm ra thứ mà nó coi là khoảng trống vũ trụ, điều quan trọng là những phát hiện của nó gần khớp với những gì được mong đợi bởi các mô phỏng và mô hình hiện tại của vũ trụ quan sát được. Để thực hiện điều này, số lượng, kích thước và tỷ lệ cũng như các đặc điểm khác của các khoảng trống được thuật toán tìm thấy sau đó đã được kiểm tra bằng cách đặt dữ liệu giả thông qua mô phỏng Particle Hydrodynamic Halo, mô hình ΛCDM hoặc mô phỏng đáng tin cậy khác. Một thuật toán mạnh hơn nhiều nếu dữ liệu của nó phù hợp với kết quả của các mô phỏng này cho một loạt các tiêu chí đầu vào (Pan và cộng sự. 2011).

## Ý nghĩa
Khoảng trống vũ trụ đã đóng góp đáng kể vào sự hiểu biết hiện đại về vũ trụ, với các ứng dụng từ việc làm sáng tỏ sự hiểu biết hiện tại về năng lượng tối, đến tinh chỉnh và hạn chế các mô hình tiến hóa vũ trụ. Một số ứng dụng phổ biến được đề cập chi tiết dưới đây.

### Năng lượng tối
Sự tồn tại đồng thời của các cụm thiên hà và thiên hà lớn nhất được biết đến cho thấy khoảng 70% năng lượng tối trong vũ trụ hiện tại, phù hợp với dữ liệu mới nhất từ nền vi sóng vũ trụ. Các khoảng trống hoạt động như bong bóng vũ trụ nhạy cảm với những thay đổi vũ trụ nền. Điều này có nghĩa là sự tiến hóa về hình dạng của một khoảng trống là một phần kết quả của sự giãn nở của vũ trụ. Vì sự tăng tốc này được cho là do năng lượng tối gây ra, nghiên cứu sự thay đổi hình dạng của khoảng trống trong một khoảng thời gian có thể được sử dụng để hạn chế mô hình ΛCDM tiêu chuẩn hoặc tinh chỉnh thêm giả thuyết Quintessence + Cold Dark Matter (QCDM) và cung cấp năng lượng tối chính xác hơn phương trình trạng thái. Ngoài ra, nghiên cứu sự phong phú của các khoảng trống là một cách khả thi nhất để hạn chế phương trình năng lượng tối của trạng thái.

### Neutrino
Do khối lượng rất nhỏ của neutrino và sự tương tác cực kỳ yếu với các vật chất khác, chúng sẽ chảy tự do vào và ra các khoảng trống nhỏ hơn dòng chảy neutrino tự do mức trung bình. Điều này có ảnh hưởng đến sự phân bố kích thước và độ sâu của các khoảng trống và dự kiến sẽ có thể thực hiện được với các khảo sát thiên văn trong tương lai (ví dụ vệ tinh Euclid) để đo tổng khối lượng của tất cả các loại neutrino bằng cách so sánh các tính chất thống kê của các mẫu khoảng trống vũ trụ được dự đoán lý thuyết.

### Các mô hình hình thành và tiến hóa thiên hà

Một khối lập phương 43×43×43-megaparsec cho thấy sự phát triển của vũ trụ quan sát được trong giai đoạn lôgarit bắt đầu từ dịch chuyển đỏ 30 và kết thúc ở dịch chuyển đỏ 0. Mô hình cho thấy rõ các vùng vật chất dày đặc như thế nào theo lực hấp dẫn tập thể đồng thời hỗ trợ sự giãn nở của các lỗ rỗng vũ trụ khi vật chất chạy đến các bức tường và dây tóc.

Các khoảng trống vũ trụ chứa hỗn hợp các thiên hà và vật chất hơi khác so với các khu vực khác trong vũ trụ. Sự pha trộn độc đáo này hỗ trợ bức tranh hình thành thiên hà được dự đoán trong các mô hình vật chất tối lạnh đáng tin cậy của Gaussian. Hiện tượng này cung cấp một cơ hội để sửa đổi mối tương quan mật độ hình thái - mật độ có sự khác biệt với các khoảng trống này. Những quan sát như mối tương quan mật độ hình thái có thể giúp khám phá những khía cạnh mới về cách các thiên hà hình thành và phát triển trên quy mô lớn. Ở quy mô địa phương hơn, các thiên hà cư trú trong các khoảng trống có các đặc tính hình thái và quang phổ khác nhau so với các thiên hà nằm trong các bức tường. Một đặc điểm đã được tìm thấy là các khoảng trống đã được chứng minh là có chứa một phần lớn thiên hà starburst trẻ và nóng hơn đáng kể những ngôi sao trẻ, nóng bỏng khi so sánh với các mẫu thiên hà trên tường.

### Bất thường trong dị hướng
Các điểm lạnh trong nền vi sóng vũ trụ, chẳng hạn như điểm lạnh WMAP được tìm thấy bởi Máy dò dị hướng vi sóng Wilkinson, có thể được giải thích bằng một khoảng trống vũ trụ cực lớn có bán kính ~ 120 Mpc, miễn là hiệu ứng Sachs–Wolfe tích hợp muộn được tính toán trong các giải pháp có thể. Sự bất thường trong sàng lọc CMB hiện đang được giải thích tiềm năng thông qua sự tồn tại của các khoảng trống lớn nằm dưới đường ngắm các điểm lạnh.

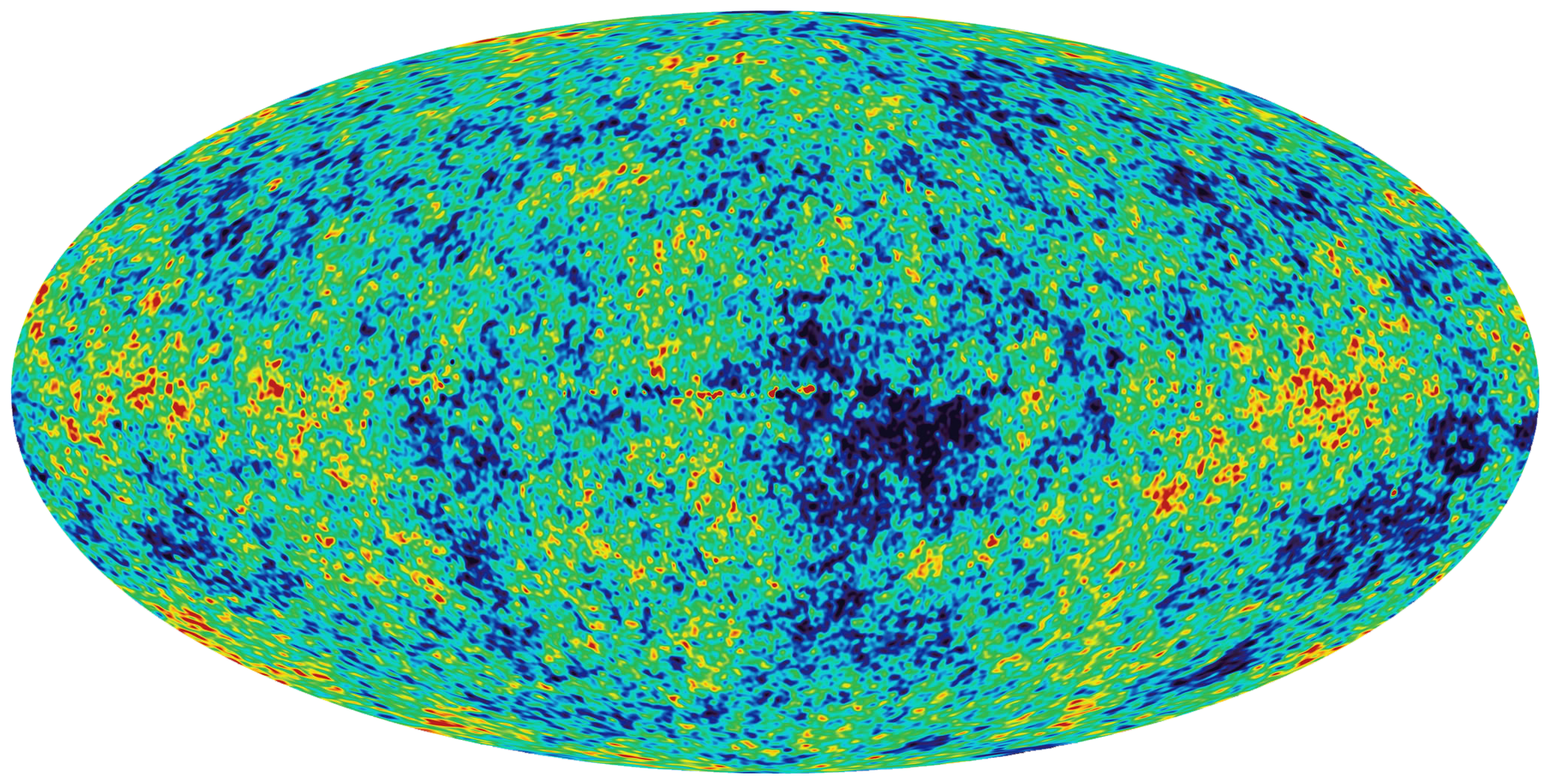
CMB sàng lọc vũ trụ.

### Tăng tốc mở rộng vũ trụ
Mặc dù năng lượng tối hiện đang là giải thích phổ biến nhất cho sự tăng tốc trong quá trình giãn nở của vũ trụ, một lý thuyết khác giải thích rằng có khả năng thiên hà của chúng ta là một phần của khoảng trống vũ trụ. Theo lý thuyết này, một môi trường như vậy có thể dẫn đến nhu cầu năng lượng tối để giải quyết vấn đề với gia tốc quan sát được. Khi nhiều dữ liệu thu thập được về chủ đề này, đã làm thay đổi giải pháp thực tế trong việc giải thích ΛCDM hiện tại, dù phần lớn các giải thích vốn đã bị suy giảm nhưng không phải tất cả chúng bị bỏ qua.

### Lý thuyết hấp dẫn
Nghiên cứu sự phong phú của các khoảng trống, đặc biệt khi kết hợp với sự phong phú của các cụm thiên hà, là một phương pháp đầy hứa hẹn để kiểm tra độ chính xác của độ lệch so với thuyết tương đối rộng trên quy mô lớn và ở các khu vực mật độ thấp.

Mặt trong của các lỗ rỗng dường như thường tuân thủ các thông số vũ trụ khác với các vũ trụ đã biết. Chính vì đặc điểm độc đáo này mà các khoảng trống vũ trụ được tạo ra trong các phòng thí nghiệm lớn, nhằm nghiên cứu các tác động của cụm hấp dẫn và tốc độ tăng trưởng đối với các thiên hà, cũng như cấu trúc địa phương khi các thông số vũ trụ có giá trị khác với vũ trụ bên ngoài. Do quan sát các khoảng trống lớn hơn chủ yếu vẫn ở chế độ tuyến tính, với hầu hết các cấu trúc bên trong thể hiện sự đối xứng hình cầu trong môi trường thiếu thốn; nghĩa là, mật độ thấp dẫn đến các tương tác hấp dẫn hạt-hạt gần như không đáng kể sẽ xảy ra trong một khu vực có mật độ thiên hà bình thường. Các mô hình thử nghiệm các khoảng trống vũ trụ có thể được thực hiện với độ chính xác rất cao. Các thông số vũ trụ khác nhau ở những khoảng bước sóng là Ωm, ΩΛ, và H0.